# Lepidosperma globosum
Lepidosperma globosum är en halvgräsart som beskrevs av Jacques-Julien Houtou de La Billardière. Lepidosperma globosum ingår i släktet Lepidosperma och familjen halvgräs. Inga underarter finns listade i Catalogue of Life.